# Physiomorphus rufolineatus
Physiomorphus rufolineatus is een keversoort uit de familie Mycteridae. De wetenschappelijke naam van de soort is voor het eerst geldig gepubliceerd in 2000 door Pollock.